# Distretto di Ishkashim
Il distretto di Ishkashim è un distretto della Provincia del Badakhshan, nell'Afghanistan settentrionale. Il capoluogo del distretto è Ishkashim, situata a 2660 metri sul livello del mare.

## Popolazione
Nel 2003 la popolazione è risultata essere di 12.556 unità. L'etnia principale è risultata essere quella tagica. Le lingue principalmente parlate dalla popolazione sono il dari e il tagico, ma è anche diffuso a livello locale l'ishkashimi.

## Geografia fisica

### Territorio
Il distretto di Ishkashim occupa un'area di 1123 km², e conta 43 villaggi. Confina a nord col distretto di Shighnan; ad ovest coi distretti di Shuhada e Zebak; a sud-est col distretto di Wakhan. Confina inoltre con la provincia autonoma tagica del Gorno-Badachšan (ad est) e con la provincia pakistana del Khyber Pakhtunkhwa (a sud).

### Clima
| Dati meteo          | Mesi | Mesi | Mesi | Mesi | Mesi | Mesi | Mesi | Mesi | Mesi | Mesi | Mesi | Mesi | Stagioni | Stagioni | Stagioni | Stagioni | Anno |
| Dati meteo          | Gen  | Feb  | Mar  | Apr  | Mag  | Giu  | Lug  | Ago  | Set  | Ott  | Nov  | Dic  | Inv      | Pri      | Est      | Aut      | Anno |
| ------------------- | ---- | ---- | ---- | ---- | ---- | ---- | ---- | ---- | ---- | ---- | ---- | ---- | -------- | -------- | -------- | -------- | ---- |
| T. max. media (°C)  | −12  | −4   | 5    | 15   | 21   | 29   | 30   | 31   | 26   | 17   | 6    | −6   | −7,3     | 13,7     | 30       | 16,3     | 13,2 |
| T. min. media (°C)  | −19  | −16  | −11  | −6   | −1   | 3    | 6    | 9    | 2    | 0    | −9   | −17  | −17,3    | −6       | 6        | −2,3     | −4,9 |
| Precipitazioni (mm) | 14   | 55   | 60   | 51   | 29   | 20   | 35   | 31   | 23   | 11   | 22   | 12   | 81       | 140      | 86       | 56       | 363  |

## Agricoltura e allevamento
Nel distretto vengono coltivati grano e orzo. Vengono invece allevati ovini, caprini ed asini.